# Pelomys hopkinsi
Pelomys hopkinsi är en däggdjursart som beskrevs av Robert William Hayman 1955. Pelomys hopkinsi ingår i släktet Pelomys och familjen råttdjur. IUCN kategoriserar arten globalt som otillräckligt studerad. Inga underarter finns listade.
Detta råttdjur förekommer med två från varandra skilda populationer i södra Uganda, Rwanda och sydvästra Kenya. Habitatet utgörs av träsk.
För två exemplar registrerades en kroppslängd (huvud och bål) av 11,6 respektive 12,7 cm, en svanslängd av 16,0 respektive 16,6 cm och en vikt av 41 respektive 68 g. Bakfötterna är cirka 3 cm långa och öronen är ungefär 1,5 cm stora. På ovansidan förekommer spräcklig päls i svart, ljusbrun och gul samt en tydlig längsgående svart strimma från huvudet över ryggen till svansen. Undersidans päls varierar mellan gråaktig och gulbrun. Öronen har rödaktiga hår vid insidan och svarta hår vid kanten. Den långa svansen är uppdelad i en svart ovansida och en grå till vit undersida. Området kring nosen har en orange färg.
Djuret har bra simförmåga. Inget annat är känt angående levnadssättet.